# Christiane Krause
Christiane Krause (Berlino, 14 dicembre 1950) è un'ex velocista tedesca, medaglia d'oro con la staffetta 4×100 metri ai Giochi olimpici di Monaco di Baviera 1972.

## Palmarès
| Anno | Manifestazione  | Sede   | Evento      | Risultato  | Prestazione | Note            |
| ---- | --------------- | ------ | ----------- | ---------- | ----------- | --------------- |
| 1972 | Giochi olimpici | Monaco | 200 m piani | Semifinale | 23"17       |                 |
| 1972 | Giochi olimpici | Monaco | 4×100 m     | Oro        | 42"81       | Record mondiale |
| 1974 | Europei         | Roma   | 200 m piani | 7ª         | 23"78       |                 |